# BB Волка
BB Волка (лат. BB Lupi) — одиночная переменная звезда в созвездии Волка на расстоянии (вычисленном из значения параллакса) приблизительно 15220 световых лет (около 4666 парсеков) от Солнца. Видимая звёздная величина звезды — от менее +16m до +14,8m.

## Характеристики
BB Волка — красная пульсирующая переменная звезда, мирида (M:) спектрального класса M. Эффективная температура — около 3313 K.